# رالی استونی ۲۰۲۲
رالی استونی ۲۰۲۲ یک رویداد اتومبیل رانی برای خودروهای  رالی بود که طی چهار روز بین 14 تا 17 ژوئیه  2022در کشور استونی برگزار شد.  این رویداد دوازدهمین دوره رالی استونی بود . این رویداد هفتمین دوراز  رالی قهرمانی جهان ۲۰۲۲ ،  رالیقهرمانی جهان ۲  و رالی قهرمانی جهان ۳ بود. این رویداد در تارتو شهرستان تارتو برگزار شد و در 24 مرحله ویژه رقابت شد که در مجموع مسافت رقابتی ۳۱۳٫۸۴ کیلومتر (۱۹۵٫۰۱ مایل) را پوشش می داد.